# Andrzej Witold Szwarc
Andrzej Witold Szwarc (ur. 1 stycznia 1920 w Warszawie, zm. 7 listopada 2016 w Poznaniu) – polski prawnik, specjalista w zakresie kryminalistyki i kryminologii, profesor nauk prawnych.

## Życiorys
Ukończył w 1947 studia prawnicze na Uniwersytecie Poznańskim. Na tej samej uczelni (przemianowanej następnie na Uniwersytet im. Adama Mickiewicza) uzyskiwał stopnie doktora i doktora habilitowanego nauk prawnych. Na przełomie lat 40. i 50. był także studentem Wydziału Chemii tego uniwersytetu. W 1976 został profesorem nauk prawnych. Zawodowo związany przez wiele lat z Katedrą Prawa i Procesu Karnego UAM, zaczynając w 1946 jako młodszy asystent. Zorganizował na Wydziale Prawa i Administracji Zakład Kryminalistyki, na bazie którego powstała Katedra Kryminalistyki. Był kierownikiem tej jednostki od 1966 do 1990, tj. do czasu przejścia na emeryturę. Wykładał także na Wydziale Prawa i Administracji Uniwersytetu Mikołaja Kopernika, w Akademii Spraw Wewnętrznych, w III RP prowadził zajęcia w niepaństwowych szkołach wyższych w Poznaniu.
Pod koniec lat 40. zdał egzamin sędziowski. Praktykował także w zawodzie adwokata. Pracował również jako konsultant do spraw kryminalistyki (m.in. dla Prokuratury Generalnej i Komendy Głównej Milicji Obywatelskiej) oraz jako biegły sądowy. W pracy naukowej specjalizował się w dziedzinie teorii kryminalistyki i technikach kryminalistycznych. Zajmował się zagadnieniami z zakresu badania dokumentów, uznawany jest za autora tzw. Szkoły Technicznej Ekspertyzy Dokumentów. Prowadził także badania poświęcone fonoskopii oraz kryminalistycznym aspektom zbiorów DNA. Był członkiem m.in. Polskiego Towarzystwa Cybernetycznego, a także współzałożycielem Polskiego Towarzystwa Kryminalistycznego.
Był autorem ekspertyz, artykułów naukowych, a także dwóch monografii z zakresu kryminalistyki. Jego praca zatytułowana Fałszerstwo dokumentów w świetle kryminalistyki z 1955 (Wydawnictwo Prawnicze) była pierwszym polskim zwartym naukowym opracowaniem tej problematyki. Druga publikacja książkowa, Kryminalistyczna ekspertyza zapisu magnetofonowego z 1964, stworzyła podstawy dla badań fonoskopijnych w Polsce.
Został pochowany na Cmentarzu parafialnym św. Jana Vianneya w Poznaniu.

## Odznaczenia i wyróżnienia
- Krzyż Komandorski z Gwiazdą Orderu Odrodzenia Polski (2011)[3]
- Krzyż Komandorski Orderu Odrodzenia Polski (1987)
- Krzyż Kawalerski Orderu Odrodzenia Polski (1977)
- Złoty Krzyż Zasługi (1974)
- Medal Komisji Edukacji Narodowej (1985)
- Doktor honoris causa Uniwersytetu Wrocławskiego (2001)[4]